# 1894年の大馬糞危機
1894年の大馬糞危機(1894ねんのだいばふんきき)とは、イギリス、アメリカ合衆国で馬糞が大量に発生した問題である。

## 名称
名称の1894年のとは1894年にタイム誌が「50年後には、ロンドンのすべての通りが9フィートの糞尿の下に埋もれるでしょう。」と予測し報道したことからである。また大馬糞危機とは2004年にスティーブン・デイヴィス氏が1894年の大馬糞危機として紹介したことが由来である。

## 概要
産業革命以後もイギリスの馬の頭数は増え続け、1900年のロンドンでは約50000頭まで増加した。
50000頭の馬は1日に、570000キログラムの馬糞と57000リットルの尿を出した。
この結果、ロンドン内は悪臭に包まれた。臭さは雨によって流れたり時間経過で解消されるものではなく、逆に雨が降ると水分を含みより臭くなった。
またこれはロンドンだけの話ではなくニューヨークにも1880年には15~17万の馬がいて、同様の問題が発生していた。ニューヨークでは、1日あたり約1,700トンの糞と約500,000ガロンの尿を出していた。
対策として1898年にニューヨークで初の国際都市計画会議が開かれるも解決策は見つからなかった。
しかし蒸気自動車の登場や、1899年のニューヨーク・トリビューンによると自動車と馬車のコストが逆転。これにより1894年の大馬糞危機は回避された。
現在、1894年の大馬糞危機という用語は、間違った視点で見られているため、解決が不可能と思われる問題を示すために使用される。